# Aristolochia scytophylla
Aristolochia scytophylla är en piprankeväxtart som beskrevs av S.M. Hwang & D.Y. Chen. Aristolochia scytophylla ingår i släktet piprankor, och familjen piprankeväxter. Inga underarter finns listade i Catalogue of Life.